# 人のスマホをのぞきたい
『人のスマホをのぞきたい』（ひとのスマホをのぞきたい）は、日テレ・中京テレビ・読売テレビが3社合同で製作し、日本テレビ系列で2024年7月2日 - 4日までの3日間いずれも23:59 - 0:54に放送されたバラエティ番組・特別番組である。

## 概要
日本テレビ系の3社（日本テレビ・読売テレビ・中京テレビ）が制作するコラボ特番で、街行く人々にスマホを見せてもらいその人の人生を知る”スマホのぞき見バラエティー” であり、同じタイトルの番組を3社それぞれのスタッフが、3夜連続で順番に製作するのは初めてである。

## 出演者
MC
- オードリー（若林正恭・春日俊彰）

3夜連続ゲスト
- King & Prince（永瀬廉・髙橋海人）

ゲスト
- SHELLY2夜目
- ヒコロヒー3夜目

進行
- 水卜麻美（日本テレビアナウンサー）1夜目
- 阿部芳美（中京テレビアナウンサー）2夜目
- 佐藤佳奈（読売テレビアナウンサー）3夜目

## ネット局
| 放送対象地域   | 放送局                    | 系列                                         | 放送日時                                                       | ネット状況                         |
| -------------- | ------------------------- | -------------------------------------------- | -------------------------------------------------------------- | ---------------------------------- |
| 関東広域圏     | 日本テレビ（NTV）         | 日本テレビ系列                               | 2024年7月2日 - 4日 23:59 - 翌0:54                              | 火曜版制作局                       |
| 中京広域圏     | 中京テレビ（CTV）         | 日本テレビ系列                               | 2024年7月2日 - 4日 23:59 - 翌0:54                              | 水曜版制作局                       |
| 近畿広域圏     | 読売テレビ（ytv）         | 日本テレビ系列                               | 2024年7月2日 - 4日 23:59 - 翌0:54                              | 木曜版制作局                       |
| 北海道         | 札幌テレビ（STV）         | 日本テレビ系列                               | 2024年7月2日 - 4日 23:59 - 翌0:54                              | 同時ネット                         |
| 青森県         | 青森放送（RAB）           | 日本テレビ系列                               | 2024年7月2日 - 4日 23:59 - 翌0:54                              | 同時ネット                         |
| 岩手県         | テレビ岩手（TVI）         | 日本テレビ系列                               | 2024年7月2日 - 4日 23:59 - 翌0:54                              | 同時ネット                         |
| 宮城県         | ミヤギテレビ（MMT）       | 日本テレビ系列                               | 2024年7月2日 - 4日 23:59 - 翌0:54                              | 同時ネット                         |
| 秋田県         | 秋田放送（ABS）           | 日本テレビ系列                               | 2024年7月2日 - 4日 23:59 - 翌0:54                              | 同時ネット                         |
| 山形県         | 山形放送（YBC）           | 日本テレビ系列                               | 2024年7月2日 - 4日 23:59 - 翌0:54                              | 同時ネット                         |
| 福島県         | 福島中央テレビ（FCT）     | 日本テレビ系列                               | 2024年7月2日 - 4日 23:59 - 翌0:54                              | 同時ネット                         |
| 山梨県         | 山梨放送（YBS）           | 日本テレビ系列                               | 2024年7月2日 - 4日 23:59 - 翌0:54                              | 同時ネット                         |
| 新潟県         | テレビ新潟（TeNY）        | 日本テレビ系列                               | 2024年7月2日 - 4日 23:59 - 翌0:54                              | 同時ネット                         |
| 長野県         | テレビ信州（TSB）         | 日本テレビ系列                               | 2024年7月2日 - 4日 23:59 - 翌0:54                              | 同時ネット                         |
| 静岡県         | 静岡第一テレビ（SDT）     | 日本テレビ系列                               | 2024年7月2日 - 4日 23:59 - 翌0:54                              | 同時ネット                         |
| 富山県         | 北日本放送（KNB）         | 日本テレビ系列                               | 2024年7月2日 - 4日 23:59 - 翌0:54                              | 同時ネット                         |
| 石川県         | テレビ金沢（KTK）         | 日本テレビ系列                               | 2024年7月2日 - 4日 23:59 - 翌0:54                              | 同時ネット                         |
| 福井県         | 福井放送（FBC）           | 日本テレビ系列                               | 2024年7月2日 - 4日 23:59 - 翌0:54                              | 同時ネット                         |
| 鳥取県・島根県 | 日本海テレビ（NKT）       | 日本テレビ系列                               | 2024年7月2日 - 4日 23:59 - 翌0:54                              | 同時ネット                         |
| 広島県         | 広島テレビ（HTV）         | 日本テレビ系列                               | 2024年7月2日 - 4日 23:59 - 翌0:54                              | 同時ネット                         |
| 山口県         | 山口放送（KRY）           | 日本テレビ系列                               | 2024年7月2日 - 4日 23:59 - 翌0:54                              | 同時ネット                         |
| 徳島県         | 四国放送（JRT）           | 日本テレビ系列                               | 2024年7月2日 - 4日 23:59 - 翌0:54                              | 同時ネット                         |
| 香川県・岡山県 | 西日本放送（RNC）         | 日本テレビ系列                               | 2024年7月2日 - 4日 23:59 - 翌0:54                              | 同時ネット                         |
| 愛媛県         | 南海放送（RNB）           | 日本テレビ系列                               | 2024年7月2日 - 4日 23:59 - 翌0:54                              | 同時ネット                         |
| 高知県         | 高知放送（RKC）           | 日本テレビ系列                               | 2024年7月2日 - 4日 23:59 - 翌0:54                              | 同時ネット                         |
| 福岡県         | 福岡放送（FBS）           | 日本テレビ系列                               | 2024年7月2日 - 4日 23:59 - 翌0:54                              | 同時ネット                         |
| 長崎県         | 長崎国際テレビ（NIB）     | 日本テレビ系列                               | 2024年7月2日 - 4日 23:59 - 翌0:54                              | 同時ネット                         |
| 熊本県         | くまもと県民テレビ（KKT） | 日本テレビ系列                               | 2024年7月2日 - 4日 23:59 - 翌0:54                              | 同時ネット                         |
| 鹿児島県       | 鹿児島読売テレビ（KYT）   | 日本テレビ系列                               | 2024年7月2日 - 4日 23:59 - 翌0:54                              | 同時ネット                         |
| 大分県         | テレビ大分（TOS）         | 日本テレビ系列 フジテレビ系列                | 2024年7月2日・3日 23:59 - 翌0:54 7月5日 0:14 - 1:09（4日深夜） | 1夜と2夜は同時ネット 3夜は15分遅れ |
| 宮崎県         | テレビ宮崎（UMK）         | フジテレビ系列 日本テレビ系列 テレビ朝日系列 | 2024年7月2日 23:59 - 翌0:54 7月4日・5日 0:14 - 1:09            | 1夜は同時ネット 2夜と3夜は15分遅れ |

## スタッフ
共通
- 3社共創プロジェクト：日テレ・中京テレビ・読売テレビ
- 総合演出：髙橋利之（日本テレビ）
- TM：保刈寛之
- SW：米田博之
- CAM：星合陽介
- MIX：宮内貞
- VE：吉﨑慶
- 美術：山本澄子
- 照明：栗山真純
- CG：森三平
- 音楽：宗本康兵
- 歌：高原紳輔
- 技術協力：NiTRO、ヌーベルバーグ
- 美術協力：日テレアート
- TK：藤井ひと美

第1夜
- 構成：カツオ
- EED：森田智之（スタジオWELT）
- MA：佐渡吉志広（スタジオWELT）
- 音効：竹中幸治
- デスク：阿部絵里子
- 編成：小林拓弘（日本テレビ）
- ディレクター：春山正宏（モスキート）、野満一朗太、長田雄磨（AX-ON）、増田巧（モスキート）/ 小野真歩
- 演出：田村幸大（日本テレビ）
- プロデューサー：宮崎慶洋（日本テレビ）、上岡恵莉華
- チーフプロデューサー：島田総一郎（日本テレビ）
- 制作協力：モスキート
- 製作著作：日本テレビ

第2夜
- ナレーター：湯浅真由美
- 構成：谷口マサヒト、須毛原淳
- EED：高橋雄人（JUNESEP）
- MA：清水祐莉（エスユー）
- 音効：松田創
- 編成：川畑宏海・山﨑友大（共にCTV）
- 広報：鈴木一輝（CTV）
- AP：山口智沙
- デスク：杉山朗子
- AD：高岡琴路、森瞭河、松藤匠吾
- ディレクター：内藤丈嗣、松尾卓磨（LOGIC ENTERTAINMENT）、中島涼二、小野寺新平
- チーフディレクター：谷口昴
- 演出・プロデューサー：守屋泰斗（CTV）
- チーフプロデューサー：笠井知己（CTV）
- 制作協力：LOGIC ENTERTAINMENT
- 製作著作：中京テレビ

第3夜
- 構成：村井聡之
- EED：平池武志（Nextry）
- テロップ：石津祥（Nextry）
- MA：古庄陽（Nextry）
- 音効：岡本麟太郎
- 編成：伊藤俊介（ytv）
- 協力：DAM第一興商
- リサーチ：村川千晶
- ディレクター：塚本涼一郎（ytv）、小八木敬三（ゲームボーイズ）、北沢優、大林哲郎（MOGURAフィルムコンテンツ）、吉兼和成（ゲームボーイズ）、柳田翼（モスキート）/松井文哉（Dmark）、中山悟、山本佳子、大原菜緒
- 演出・プロデューサー：小野謙馬（Nextry）
- プロデューサー：田中瑛人（ytv）
- チーフプロデューサー：山本陽（ytv）
- 制作協力：Nextry
- 製作著作：読売テレビ